# Parafia Najświętszej Maryi Panny Gwiazdy Morza w Świnoujściu
Parafia pw. Najświętszej Maryi Panny Gwiazdy Morza w Świnoujściu – rzymskokatolicka parafia należąca do dekanatu Świnoujście, archidiecezji szczecińsko-kamieńskiej, metropolii szczecińsko-kamieńskiej. Została erygowana w roku 1896.

## Obszar parafii

### Miejscowości i ulice
W granicach parafii znajdują się ulice dzielnicy w Świnoujściu:
- Śródmieścia, (północna część)

## Działalność parafialna

### Wspólnoty Parafialne
Przy parafii swoją działalność prowadzą: 
- Grupa odnowy w Duchu Świętym,
- Grupa świętego Ojca Pio,
- III Zakon Franciszkański,
- Rodzina Radia Maryja,
- Szkaplerz,
- Grupa duchowej adopcji,
- Krucjata trzeźwości.